# Apanteles ariadne
Apanteles ariadne är en stekelart som beskrevs av Nixon 1965. Apanteles ariadne ingår i släktet Apanteles och familjen bracksteklar. Inga underarter finns listade i Catalogue of Life.